# Масленніков Кирило Львович
Кирило Львович Масленніков (рос. Кирилл Львович Масленников, нар. 1950) — російський астроном і популяризатор науки, співробітник Пулковської обсерваторії, автор науково-популярного YouTube-канала «QWERTY».

## Біографія
Народився 15 червня 1950 року в Ленінграді (теперішній Санкт-Петербург). Після школи поступив в Ленінградський державний університет і закінчив його в 1972 році. Потім навчався в аспірантурі в Інституті космічних досліджень Російської академії наук і захистив кандидатську дисертацію. Працює старшим науковим співробітником у відділі фізики зір Пулковської обсерваторії.
Є активним популяризатором астрономії. Веде науково-популярний YouTube-канал «QWERTY», який має понад мільйон підписників. Проводить регулярні огляди новин астрономії.
У лютому 2022 року підписав відкритий лист російських науковців з засудженням вторгнення Росії в Україну.

## Відзнаки
- Премія Російської академії наук в галузі популяризації науки (2020)[4]